# بخش روبلز
بخش روبلز (به اسپانیایی: Departamento Robles) یک منطقهٔ مسکونی در آرژانتین است که در استان سانتیاگو دل استرو واقع شده‌است. بخش روبلز ۱٬۴۲۴ کیلومتر مربع مساحت و ۴۴٬۴۱۵ نفر جمعیت دارد.